# Plazmodezma
Plazmodezme su citoplazmatske tanke niti. One kroz pore na staničnoj stijenci povezuju susjedne stanice.
Kod biljaka plazmodezme obavljaju komunikacijsku ulogu u međustaničnim spojevima, analognu onih koju kod kralježnjaka obavljaju procjepne veze. 
- Dijagram nekih plazmodezma
- Plasmodesma omogućuje molekulama putovati između biljnih stanica preko simplastskih puteva.